# Beatrice DeMille
Pour les articles homonymes, voir DeMille.
Matilda Beatrice DeMille, née Matilda Beatrice Samuel le 30 janvier 1853 à Liverpool, morte le 8 octobre 1923 à Hollywood, est une scénariste et auteur dramatique anglo-américaine. Elle a pris part à la fondation de Paramount Pictures, et ses fils Cecil B. DeMille et William C. DeMille ont été des pionniers dans la réalisation cinématographique.

## Biographie

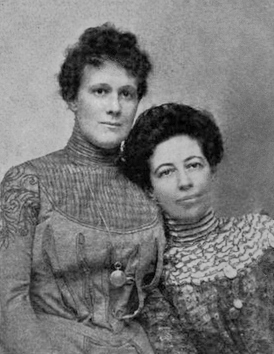
Harriet Ford et Beatrice DeMille en 1900

Matilda Beatrice Samuel est née en 1853 à Liverpool de parents juifs allemands. Elle émigre à New York avec sa famille en 1871, et se marie avec Henry DeMille, un médecin de Brooklyn en 1876, avec qui elle a deux fils, William C. DeMille et Cecil B. DeMille, et une fille Agnes Beatrice (1891-1895) morte en bas âge d'une méningite. Son mari meurt en 1893. Elle présente ses fils à Jesse Lasky, dont la société de production deviendra Paramount Pictures. Elle a eu une grande influence sur son fils Cecil.
En 1900 elle collabore avec Harriet Ford pour écrire la pièce The Greatest Thing in The World.
Elle déménage en Californie en 1914, et lance entre autres la carrière de l'acteur Victor Moore et de la scénariste Beulah Marie Dix. Elle meurt à Hollywood à l'âge de 70 ans.

## Théâtre
- 1900 : The Greatest Thing in The World

## Filmographie
- 1916 : The Years of the Locust  (scénario)
- 1916 : The Heir to the Hoorah (scénario)
- 1916 : The Storm (scénario)
- 1916 : Chaque perle, une larme (Each Pearl a Tear) (scénario)
- 1917 : The Devil-Stone (histoire)
- 1917 : Forbidden Paths (scénario)
- 1917 : The Inner Shrine  (scénario)
- 1917 : The Jaguar's Claws  (scénario)
- 1917 : Unconquered (histoire, assistante réalisation)
- 1917 : Sacrifice (scénario)
- 1917 : Castles for Two (scénario)
- 1917 : Betty to the Rescue (histoire)